# 1241 w polityce
Wydarzenia polityczne w 1241 roku.

## Wydarzenia
- Najazd Mongołów na Polskę[1].
- 9 kwietnia w Bitwie pod Legnicą ginie Henryk Pobożny[2].
- Konrad I mazowiecki księciem krakowskim (do 1243)[3][4].

## Zmarli
- Grzegorz IX, papież[5].
- Celestyn IV, papież.
- Ugedej, chan[6].